# Петинео
Петинео (итал. Pettineo) је насеље у Италији у округу Месина, региону Сицилија.
Према процени из 2011. у насељу је живело 1362 становника. Насеље се налази на надморској висини од 269 м.

## Становништво
Према резултатима пописа становништва 2011. у општини је живело 1.433 становника.
| 1931. | 1936. | 1951. | 1961. | 1971. | 1981. | 1991. | 2001. | 2011. |
| ----- | ----- | ----- | ----- | ----- | ----- | ----- | ----- | ----- |
| 2.024 | 2.109 | 2.280 | 2.067 | 1.699 | 1.689 | 1.689 | 1.547 | 1.433 |